# Dąbrowa (gmina w województwie kujawsko-pomorskim)
Dąbrowa – gmina wiejska w województwie kujawsko-pomorskim, w powiecie mogileńskim. W latach 1975–1998 gmina położona była w województwie bydgoskim.
Siedzibą gminy jest Dąbrowa.
Według danych z 31 grudnia 2017 roku gminę zamieszkiwały 4604 osoby.

## Położenie geograficzne
Zgodnie z podziałem fizycznogeograficznym Polski Kondrackiego obszar gminy należy do prowincji Niżu środkowoeuropejskiego, podprowincji Pojezierza Południowobałtyckie, makroregionu Pojezierze Wielkopolskie oraz w końcowej klasyfikacji do mezoregionu Pojezierze Gnieźnieńskie.
Na powierzchni Pojezierza Gnieźnieńskiego występuje głównie glina morenowa, a powstałe na niej gleby należą do brunatoziemów. Jest to dobrze zagospodarowana kraina rolnicza. Nieliczne lasy występują na piaskach sandrowych.

## Struktura powierzchni
Według danych z roku 2002 gmina Dąbrowa ma obszar 110,51 km², w tym:
- użytki rolne: 71%
- użytki leśne: 20%

Gmina stanowi 16,35% powierzchni powiatu.

## Ochrona przyrody
Na terenie gminy znajduje się rezerwat przyrody Mierucinek chroniący fragment lasu dębowego na siedlisku grądowym.

## Demografia
Według danych z 30 czerwca 2004 gminę zamieszkiwało 4717 osób.
Dane z 30 czerwca 2004:
| Opis                              | Ogółem | Ogółem | Kobiety | Kobiety | Mężczyźni | Mężczyźni |
| --------------------------------- | ------ | ------ | ------- | ------- | --------- | --------- |
| Jednostka                         | osób   | %      | osób    | %       | osób      | %         |
| Populacja                         | 4717   | 100    | 2347    | 49,8    | 2370      | 50,2      |
| Gęstość zaludnienia [mieszk./km²] | 42,7   | 42,7   | 21,2    | 21,2    | 21,4      | 21,4      |

- Piramida wieku mieszkańców gminy Dąbrowa w 2014 roku[1].

## Zabytki
Wykaz zarejestrowanych zabytków nieruchomych na terenie gminy:
- zespół kościelny pod wezwaniem św. Wawrzyńca w Parlinie, obejmujący: drewniany kościół z XVII w.; drewnianą dzwonnicę z pierwszej połowy XIX w.(nr A/274/1-2 z 09.09.1991); plebanię z 1912 roku (nr A/179 z 30.04.2004)
- zespół dworski w Słaboszewku, pochodzący z poł. XIX w., obejmujący: dwór, park i bramę wjazdową (nr rej.: A/1662/1-3 z 15.07.2014).

## Przyroda
W parku wiejskim w Dąbrowie rośnie Klon o obwodzie pnia 380 cm, a nieopodal w Szczepankowie – 32 modrzewie europejskie o obwodzie od 150 do 232 cm, które tworzą aleję modrzewiową. Oprócz pomników przyrody ożywionej w gminie Dąbrowa znajdują się pomniki przyrody nieożywionej, do których zalicza się źródełko „Świętego Huberta”, położone w odległości 5 m od brzegu Jeziora Ostrowieckiego, głaz narzutowy „Kamienny Dom” o obwodzie 14 m położony w Leśnictwie Niedźwiedzi Kierz oraz tajemniczy kamień, na którym wyryty jest krzyż maltański i rok 1741, znajdujący się w Mierucinie w pobliżu wsi Krzekotowo.

## Sołectwa
Białe Błota, Dąbrowa, Krzekotowo, Mierucin, Mierucinek, Mokre, Parlin, Parlinek, Sędowo, Słaboszewko, Słaboszewo, Sucharzewo, Szczepankowo, Szczepanowo.
Miejscowości bez statusu sołectwa: Błonie, Boguchwała, Broniewiczki, Mierucinek (leśniczówka), Sędówko, Szubinek.

## Sąsiednie gminy
Barcin, Gąsawa, Janikowo, Mogilno, Pakość, Żnin